# Pasta di riso
La pasta di riso è un tipo di pasta alimentare preparata principalmente con farina di riso e acqua; a volte possono essere aggiunti tapioca o amido di mais per migliorare la trasparenza o aumentare la consistenza gelatinosa e gommosa della pasta.
Questo tipo di pasta, specialmente nel formato lungo, è tipico delle cucine dell'Asia orientale, meridionale e del Sud-est. A partire dagli anni 2000, in Italia è andata diffondendosi la produzione di pasta di riso anche in alcuni dei tradizionali formati italiani.
La pasta di riso viene commercializzata fresca, congelata o essiccata, in varie forme, spessori e consistenze. È una buona sostituta della pasta di frumento per le persone intolleranti al glutine.

## Storia
L'origine della pasta di riso risale alla Cina durante la dinastia Qin, quando le popolazioni del nord della Cina invasero il sud. A causa delle condizioni climatiche, i cinesi del nord utilizzavano il grano e il miglio che crescevano con il freddo, mentre i cinesi del sud utilizzavano il riso, che cresceva nella stagione calda. Le prime forme di pasta lunga di riso furono originariamente quelle di grano consumate nel nord del Paese: per adattarsi, i cuochi del sud cercarono di preparare una variante usando il riso al posto del grano, inventando così la pasta di riso. 
Nel corso del tempo questo piatto e i suoi diversi metodi di lavorazione furono introdotti in tutto il mondo, diventando particolarmente popolari nel sud-est asiatico.
Nel 2000 l'azienda italiana Riso Scotti iniziò a produrre la pasta di riso secondo alcuni formati tradizionali della pasta italiana.

## Caratteristiche
La durata di conservazione può essere prolungata essiccando la pasta e rimuovendo l'umidità. Sono stati condotti dall'International Food Research Journal degli studi riguardo l'essiccazione degli spaghetti di riso.

## Piatti tipici a base di pasta di riso

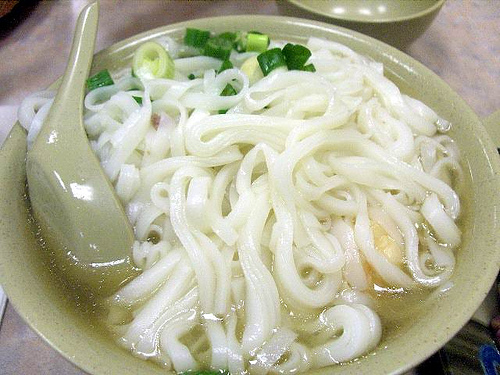
Un piatto di hé fĕn in brodo

- Mí fĕn (米粉S), pasta di riso filiforme particolarmente fina.
- Hé fĕn (河粉S), pasta di riso a base piatta.
- Mixian (米线S, mǐxiànP) – pasta di riso fermentata tipica della provincia cinese dello Yunnan.
- Bánh canh  – variante vietnamita, realizzata con un misto di farina di tapioca e farina di riso.
- Idiyappam (in tamil: இடியாப்பம்) – variante indiana, tipica degli stati di Kerala e Tamil Nadu e solitamente preparata fresca in casa, tendente ad avere una consistenza tenera e distintiva.
- Sevai (சேவை|சேவை/சந்தகை/சேமியா) – variante popolare nell'India meridionale, nello specifico nella regione di Tamil Nadu, Karnataka e alcune provincie del Kerala, usata come base delle preparazioni salate.
- Khanom chin (in thailandese ขนมจีน) – variante tipica della cucina thailandese che consiste in una pasta molto fina immersa in una zuppa e servita con varie verdure crude.
- Kuay chap ( 粿汁S e in thailandese ก๋วยจั๊บ), zuppa fatta con pasta di riso arrotolata. Originaria della cucina teochew cinese, si è diffusa anche in Thailandia, Malesia e Singapore.
- Pad thai – la versione più popolare dei noodle fritti thailandesi. Vengono utilizzati diversi spaghettini o tagliolini di riso fritti al salto con ingredienti vari tra cui gamberetti, pollo o tofu, uova, germogli di soia, arachidi tritate ecc.[4]
- Pad see-ew – pappardelle di riso fritte al salto della cucina thailandese.[5]
- Phở – zuppa con noodle di riso a base piatta tipica del Vietnam e del Laos